# Istinti pericolosi
Istinti pericolosi (Animal Instincts) è un film erotico del 1992 diretto da Gregory Dark. Il film ha avuto un sequel dal titolo Istinti pericolosi 2 nel 1994.